# Das Spielwerk

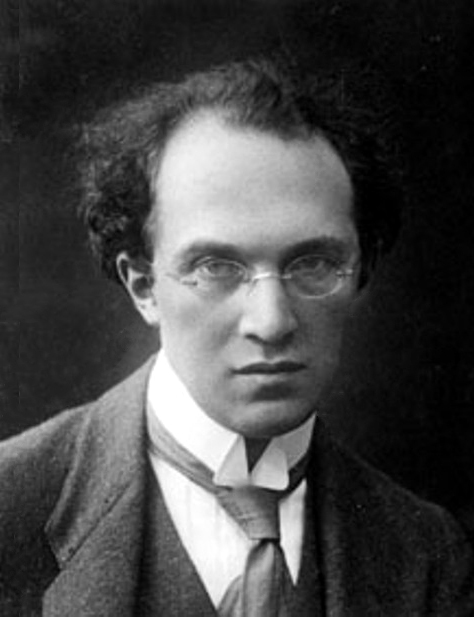
Franz Schreker 1912

Das Spielwerk (Klockspelet) är en opera i en akt med musik och libretto av Franz Schreker.

## Historia
I sin tredje opera tänjde Schreker ytterligare på kromatikens gränser. Das Spielwerk komponerades 1909-12 som en opera i en prolog och två akter med titeln Das Spielwerk und die Prinzessin. Premiären skedde den 15 mars 1913 samtidigt i Frankfurt am Main och Wien. Operan mottogs inte väl av publiken så Schreker omarbetade operan till en mysterieopera med titeln Das Spielwerk. Han tog bort prologen och mildrade det dramatiska slutet. Denna version hade premiär den 30 oktober 1920 på Nationaltheater i München, men inte heller denna gång fann den nåd hos publiken.

## Personer
- Mäster Florian (Baryton)
- Prinsessan (Sopran)
- En vandrande gesäll (Tenor)
- Wolf (Basbaryton)
- Flickan (Alt)
- Kastellanen (Bas)
- Fyra män (Basar och tenor)
- Två borgare (Basar)

## Handling
Florians hustru och son har förletts av en elak prinsessa. Trots sonens popularitet som fiolspelare har Florian förvisat dem båda och sedan dess har hans magiska klockspel varit tyst. En vandrande gesäll får liv i klockspelet och prinsessan anordnar en fest. Men prinsessan lider av en svår sjukdom vars enda utgång innebär döden för alla synder hon begått. Gesällen tror på musikens makt och börjar spela på sin flöjt. Klockspelet spelar med liksom en avlägsen fiol. Det är Florians döde son som spelar. Musik och kärlek segrar, och medan prinsessan och gesällen förenas försvinner sonens ande.